# Десятников, Глеб Феликсович
Глеб Фе́ликсович Деся́тников (род. 21 сентября 1966) — российский дипломат. Чрезвычайный и полномочный посол (2023).

## Биография
Окончил Московский государственный институт международных отношений (МГИМО) МИД СССР (1989). Владеет арабским, английским и французским языками. На дипломатической работе с 1989 года.
В 1989—1994 годах — сотрудник Посольства СССР (с 1991 — России) в Ираке.
В 1997—2000 годах — сотрудник Посольства России в Иордании.
В 2004—2010 годах — советник, старший советник Постоянного представительства России при ООН и Совете Безопасности ООН в Нью-Йорке.
В 2010—2018 годах — заместитель директора Департамента Ближнего Востока и Северной Африки МИД России.
С 28 декабря 2018 года — чрезвычайный и полномочный посол Российской Федерации в Иордании. Верительные грамоты вручил 6 марта 2019 года.

## Дипломатический ранг
- Чрезвычайный и полномочный посланник 2 класса (9 апреля 2013)[2].
- Чрезвычайный и полномочный посланник 1 класса (13 июня 2018)[3].
- Чрезвычайный и полномочный посол (2 октября 2023)[4].

## Награды
- Знак отличия «За безупречную службу» XXV лет (13 октября 2014) — За большой вклад в реализацию внешнеполитического курса Российской Федерации и многолетнюю добросовестную работу[5].

## Семья
Женат, имеет двух дочерей. 